# O původu druhů
O původu druhů či O vzniku druhů (plný anglický titul On the Origin of Species by Means of Natural Selection, or the Preservation of Favoured Races in the Struggle for Life, česky O vzniku druhů přírodním výběrem, neboli uchováním prospěšných plemen v boji o život) je kniha, v níž britský přírodovědec Charles Darwin 24. listopadu 1859 poprvé uveřejnil svou evoluční teorii, založenou na přirozeném výběru, tedy přežití a množení jedinců lépe přizpůsobených podmínkám, ve kterých žijí. Předložil množství důkazů, že rozmanitost života vznikla rozrůzňováním druhů ze společných předků. Darwinova kniha vyvolala rozsáhlou diskusi, nejen přírodovědnou, ale i filosofickou a teologickou. Přestože teorie v ní vyložené byly později mnohokrát modifikovány, doplňovány a upřesňovány, jejich základní myšlenka se dodnes považuje za vědecké východisko pro pochopení vývoje druhového bohatství na naší planetě.
Nové biologické objevy byly vysvětlovány rozličnými evolučními teoriemi už před Darwinem. Ideje o přeměně druhů vedly ke sporům s věřícími zastávajícími názor, že druhy jsou neměnnou součástí předem dané hierarchie a člověk je jedinečný, nikoliv příbuzný se zvířaty. Během první poloviny 19. století trvalo úzké sepětí anglického přírodovědného establishmentu s anglikánskou církví, věda byla totiž součástí přirozené teologie. A tak přestože politické a teologické důsledky evolučních teorií byly intenzivně diskutovány a podpora těchto myšlenek mezi opozičními biology i veřejností postupně rostla, nezískala myšlenka o možnosti změny druhu v jiný podporu hlavního proudu vědců.
Kniha byla srozumitelná i laickým čtenářům a přitáhla široký zájem vzápětí po zveřejnění. Charles Darwin byl respektovaný přírodovědec, proto byly jeho objevy brány vážně a důkazy jím předkládané vyvolaly nové kolo vědeckých, filosofických a náboženských diskusí. Debata nad knihou přispěla kampani Thomase H. Huxleyho a jeho kolegů z X Clubu za zesvětštění vědy prostřednictvím propagace naturalismu. Během dvou desetiletí většina vědců přijala myšlenku evoluce s větvením od společných předků, ale význam přirozeného výběru přijímali jen pomalu. V průběhu zatmění darwinismu, které probíhalo od 80. let 19. století až do 30. let 20. století, získaly různé další mechanismy evoluce lepší pověst. Ve 30. a 40. letech 20. století postupně vznikla moderní evoluční syntéza. V ní se podařilo spojit Darwinův koncept evoluční adaptace prostřednictvím přírodního výběru s Mendelovu teorii dědičnosti a populační genetikou. Vznikla tak moderní evoluční teorie, jež se stala východiskem věd o životě.
Darwinův spis O původu druhů vyšel česky poprvé roku 1914 v překladu Františka Klapálka; podruhé roku 1953 v překladu Emila a Aleny Hadačových, poznámkový aparát knihy je zatížen lysenkismem. Potřetí vyšel český překlad roku 2007 v nakladatelství Academia.

## Shrnutí Darwinovy teorie

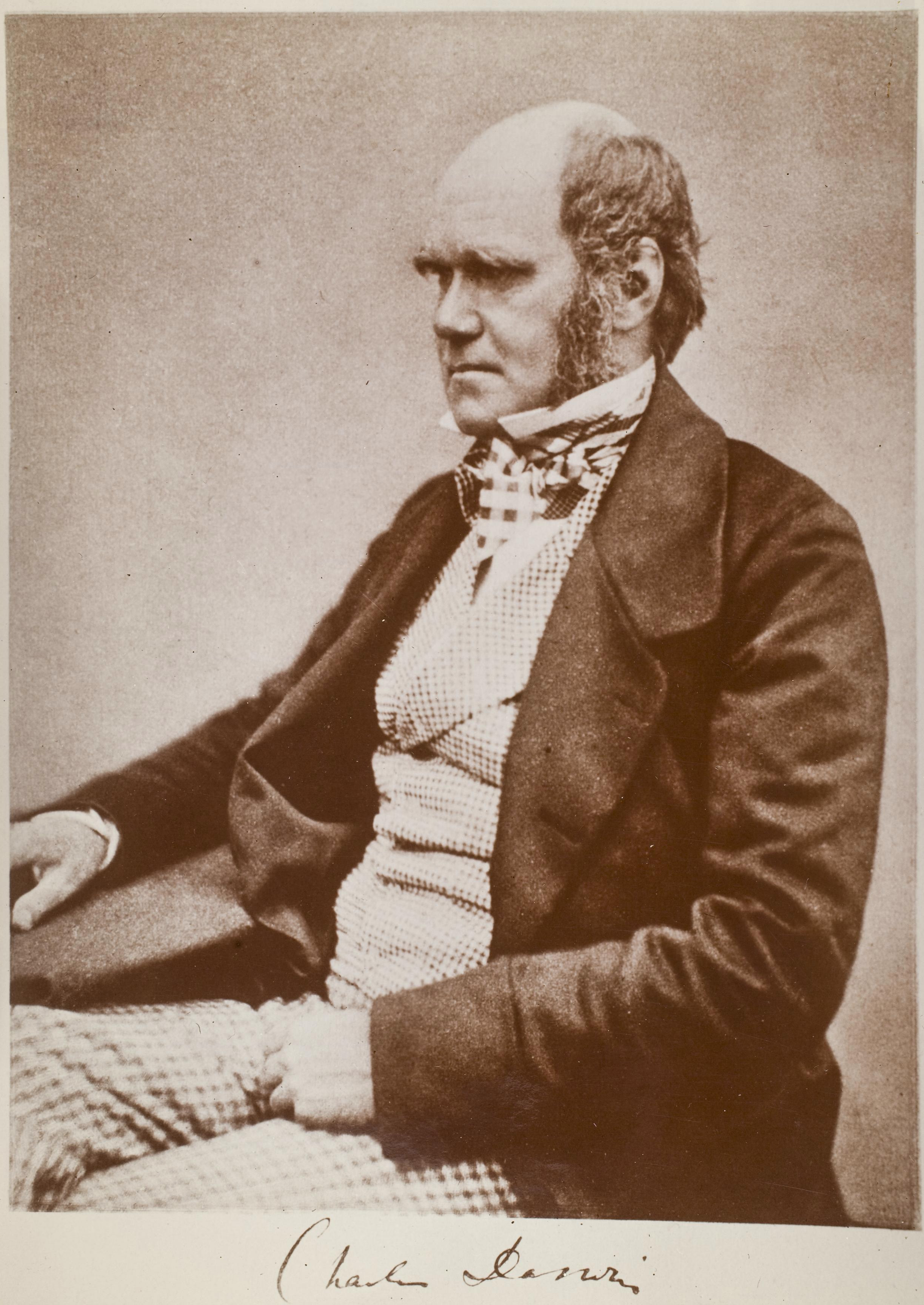
Fotografie Charlese Darwina nedlouho před publikací Původu druhů

Darwinova teorie evoluce je založena na klíčových faktech a na závěrech z nich vyvozených. Ty přírodovědec Ernst Mayr shrnul následovně:
- Každý druh je dostatečně hojný tak, že když všichni potomci přežijí a reprodukují se, populace bude růst. (fakt)
- Navzdory pravidelným změnám zůstává populace zhruba stejně veliká. (fakt)
- Zdroje, například potrava, jsou omezené a relativně stabilní v průběhu času. (fakt)
- Boj o přežití přetrvává. (závěr)
- Každý jednotlivec v populaci se liší od jiného. (fakt)
- Mnoho těchto odchylek je dědičných. (fakt)
- Jedinci málo přizpůsobení životnímu prostředí nemají šanci na přežití a rozmnožování; jedinci více přizpůsobení životnímu prostředí mají větší šanci na přežití, rozmnožování a předání dědičných rysů budoucím generacím, které vytváří proces přirozeného výběru. (závěr)
- Tímto pomalým procesem se populace adaptují svému prostředí, tyto změny se v průběhu času akumulují a vytvářejí nové druhy. (závěr)

## Okolnosti

### Vývoj před Darwinovou teorií
V pozdějších vydáních knihy sledoval Darwin evoluční myšlenky až do doby před Aristotelem. Text, který cituje, je Aristotelův souhrn myšlenek staršího řeckého filosofa Empedokla. Dávní Církevní Otcové a středověcí evropští učenci interpretovali příběh o stvoření světa spíše alegoricky než historicky literárně. Organismy byly popsány svým mytologickým a heraldickým významem, jakož i fyzickým vzezřením. Lidé věřili, že příroda je nestabilní a vrtošivá a ze spojení dvou druhů se rodí monstra. Přijata byla také teorie spontánního vzniku, tedy vzniku živé hmoty z neživé.

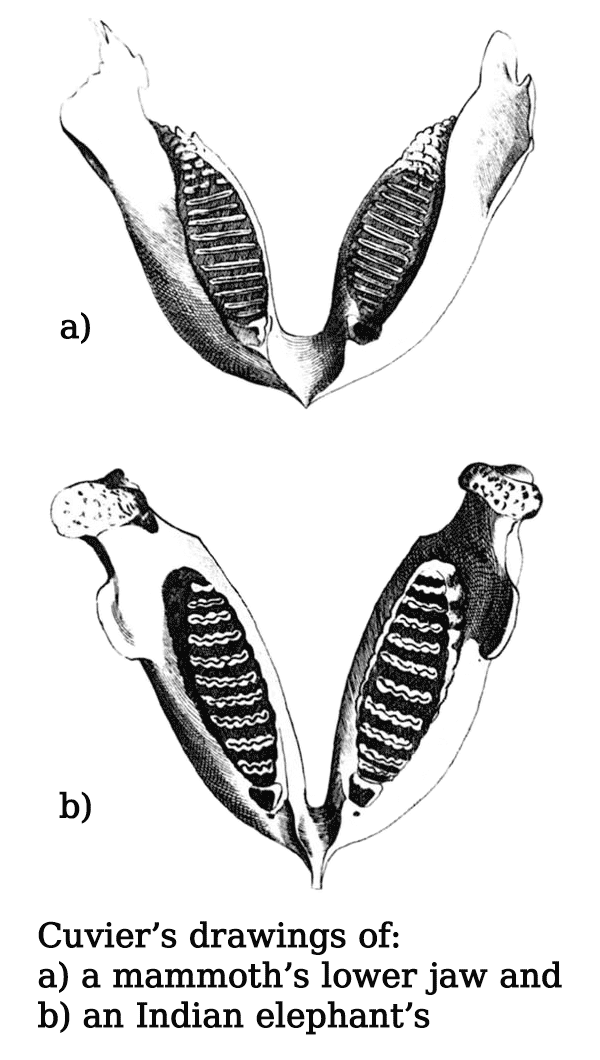
Cuvierova ilustrace dolní čelisti a) mamuta, b) slona indického, využitá při důkazu existence vyhynutí

Reformace inspirovala doslovný výklad Bible, jehož představy stvoření byly v rozporu s objevy perspektivní vědy. Ta totiž usilovala o vysvětlení souhlasná s mechanickou filosofií Reného Descarta a empirismem Baconovy metody. Po vřavě Anglické občanské války chtěla Královská společnost ukázat, že věda neohrožuje náboženskou ani politickou stabilitu. John Ray rozvinul vlivnou přirozenou teologii racionálního řádu. Podle jeho systematiky jsou druhy neměnné a pevné, jejich adaptace a složitost byla vytvořena Bohem a poddruhy vykazují malé rozdíly způsobené místními podmínkami. V Božím dobročinném sestavení masožravci působí rychlou smrt, utrpení způsobené parazitismem byl však záhadný problém. I biologická klasifikace zavedená Carlem Linné v roce 1735 zobrazovala druhy jako souladné s Božím plánem. Roku 1766 navrhl Georges Buffon možnost, že některé podobné druhy, jako třeba koně a oslové nebo tygři, lvi a levharti, mohou pocházet ze společného předchůdce. Ussherova chronologie z 50. let 17. století odhadovala vznik na rok 4004 př. n. l., ale od 80. let téhož století geologové předpokládali svět mnohem starší. Werneriáni uvažovali, že podloží jsou usazeniny vzniklé ústupem oceánu, avšak James Hutton předložil sebeudržující nekonečný cyklus, předpovídaje tak uniformitarianismus.
Erasmus Darwin, Charlesův dědeček, nastínil hypotézu proměny druhů v 90. letech 18. století a Jean-Baptiste Lamarck publikoval rozšířenou teorii v roce 1809. Oba předpokládali, že z neživé hmoty vznikly jednoduché formy života, které postupně vytvářeli větší celky. Ty se podle nich přizpůsobují prostředí děděním změn, způsobených užitím a neužitím. Tento proces byl později nazván lamarckismus. Lamarck se domníval, že zde byla vrozená, progresivní tendence vedoucí organismus k větší komplexitě, a to v paralelních, ale oddělených řadách generací bez zániku. Geoffroy tvrdil, že embryonální vývoj rekapituluje proměny organismů v uplynulé éře, kdy prostředí na embrya působilo. Kromě toho byl názoru, že zvířecí struktury byly určeny stálým plánem, jak ukazují homologie. Georges Cuvier silně odporoval podobným myšlenkám, domnívaje se, že nepříbuzné, nehybné druhy prokazují podobnosti odrážející rozvržení pro funkční potřeby. Jeho paleontologická práce z 90. let 18. století potvrdila skutečnost vyhynutí, kterou Cuvier vysvětlil místními katastrofami, následovanými znovuobsazením postižené zóny jinými druhy.
Přírodní teologie Brita Williama Paleyho vydaná roku 1802 viděla přizpůsobování jako důkaz prospěšného rozvržení Stvořitelem, konajícím skrze přírodní zákony. Všichni přírodovědci na anglických univerzitách byli duchovní anglikánské církve a věda se stala hledáním těchto zákonů. Geologové přizpůsobili katastrofismus, aby ukazovali opakující se celosvětové vyhlazování a vytváření nových stálých druhů, jež se přizpůsobují změnám prostředí. Zpočátku identifikovali jako nejnedávnější katastrofu potopu světa. Někteří anatomové, například Robert Grant, byli ovlivněni Lamarckem a Geoffroyem, ale většina přírodovědců považovala jejich myšlenky o proměně za hrozbu pro Boží stanovení společenského řádu.

### Počátek Darwinovy teorie
V roce 1825 přišel Darwin na Edinburskou univerzitu studovat medicínu. V druhém ročníku zanedbával studium medicíny a namísto toho se věnoval přírodopisu. Strávil čtyři měsíce asistováním při Grantově výzkumu mořských bezobratlých ze Severního moře. Grant odhalil Darwinovo nadšení pro proměnu druhů, ale on sám to odmítl. Studia na Cambridgeské univerzitě započal Darwin roku 1827. Zde se učil přírodní teologii od botanika Johna Stevense Henslowa a četl Williama Paleyho, Johna Herschela a Alexandra von Humboldta. Zapálený do vědy studoval i katastrofistickou geologii s Adamem Sedgwickem.

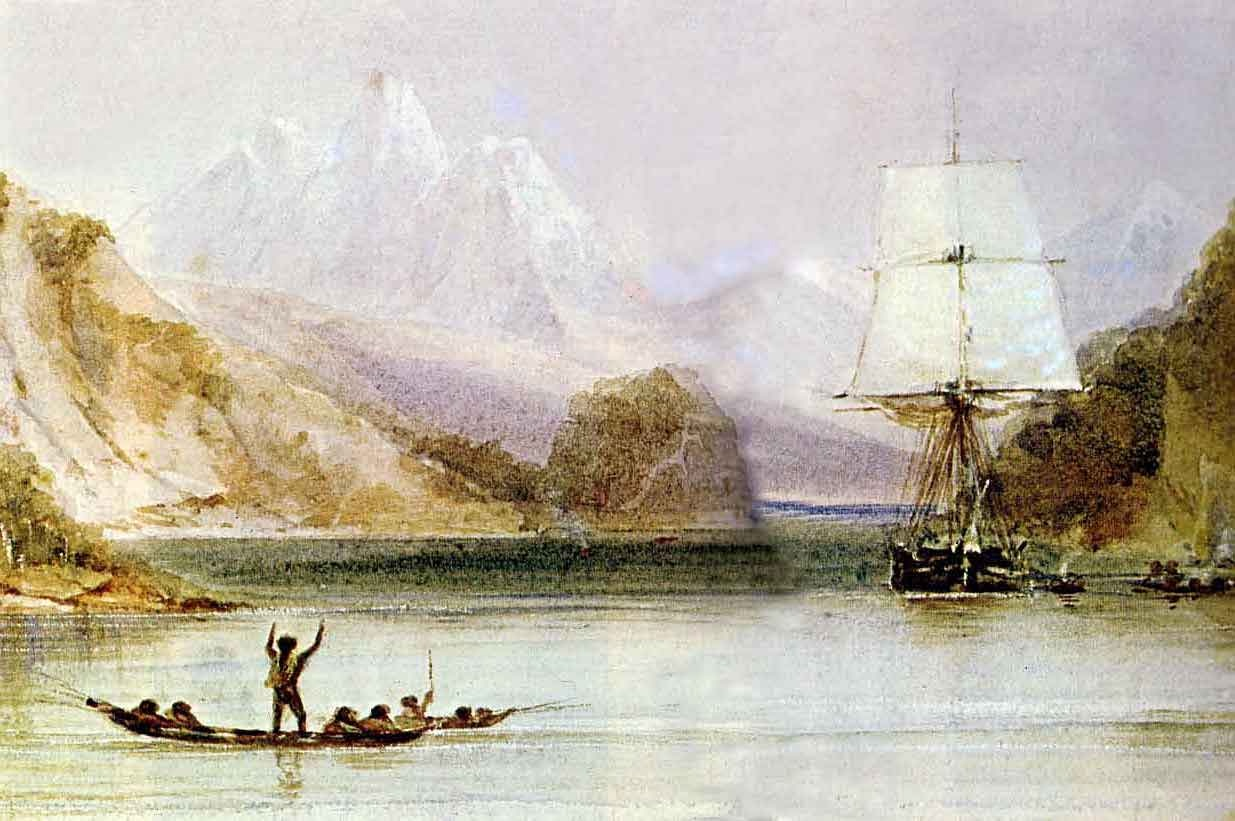
HMS Beagle ve vodách u Ohňové země na obrazu od Conrada Martense

V prosinci 1831 se spojil s expedicí Beagle jako geolog a přírodovědec. Přečetl knihu Principy geologie Charlese Lyella a od první zastávky na břehu ostrova St. Jago považoval Lyellův uniformitarianismus za klíč ke geologické historii krajiny. Darwin odhalil fosílie připomínající obrovské pásovce a zaznamenal zeměpisné rozdělení moderních druhů v naději, že najde centrum jejich vzniku. Po své návštěvě Ohňové země a poznání místních obyvatel už nikdy neviděl nepřeklenutelný rozdíl mezi lidmi a zvířaty. Když se loď Beagle roku 1836 blížila k Anglii, poznamenal si Darwin, že druhy možná nejsou stálé.
Richard Owen odhalil, že fosílie vyhynulých druhů objevených Darwinem v Jižní Americe byly spjaté s žijícími druhy na stejném kontinentu. V březnu 1837 oznámil ornitolog John Gould, že nandu Darwinův byl separovaný druh příbuzný dříve popsaným nandu (ačkoliv jejich území se překrývala), že drozdi mnohohlasí na Galapágách zastupují tři samostatné druhy, každý specifický pro konkrétní ostrov, a že mnozí odlišní ptáci z těchto ostrovů byli klasifikováni jako pěnkavy. Darwin začal v sérii poznámek spekulovat o možnosti, že „jeden druh se mění v druhý,“ aby vysvětlil tyto objevy, a někdy v červenci načrtl genealogické větvení jednoduchého stromu života. Ten nezahrnoval Lamarckovu nezávislou vývojovou větev pokračující ve vyšší formy. V zoologické zahradě poprvé uviděl opice a byl hluboce ovlivněn tím, jak se orangutan podobá člověku.
Na konci září 1838 začal Darwin číst knihu britského ekonoma Thomase Malthuse Esej o principu populace s jejím statistickým důkazem, že se lidská populace rozmnožuje kvůli majetku a usiluje o přežití. Nacházel v tom souvislost s bojem o existenci mezi divokou zvěří a de Candolleovým „soupeřením druhů“ mezi rostlinami. Okamžitě si představil obrovskou sílu pohánějící dobře přizpůsobené variace do „mezer v ekonomice přírody“ tak, že přeživší mohou předat svou podobu a schopnosti dále, zatímco nepříznivé variace jsou zničeny.
Nyní měl Darwin základní strukturu své teorie přírodního výběru, „podle které mohl pracovat,“ ale byl plně zaujat svou kariérou geologa a odkládal psaní svých náčrtů teorie, dokud v květnu 1842 nedokončil knihu Struktura a rozdělení korálových útesů.

### Další vývoj
Darwin pokračoval ve výzkumu a rozsáhle přepracoval svou teorii, zatímco se zaměřoval na hlavní práci, publikaci vědeckých výsledků výpravy Beagle. V lednu 1842 zkušebně napsal své myšlenky Lyellovi, potom v červnu nanečisto napsal pět a třiceti stránkový náčrt své teorie. Na počátku roku 1844 začal korespondenci o svých teoriích s botanikem Josephem Daltonem Hookerem a okolo července zpracoval svůj náčrt do dvou set třiceti stránkové eseje, jež měla být v případě jeho předčasné smrti rozšířena o výsledky výzkumu a zveřejněna.

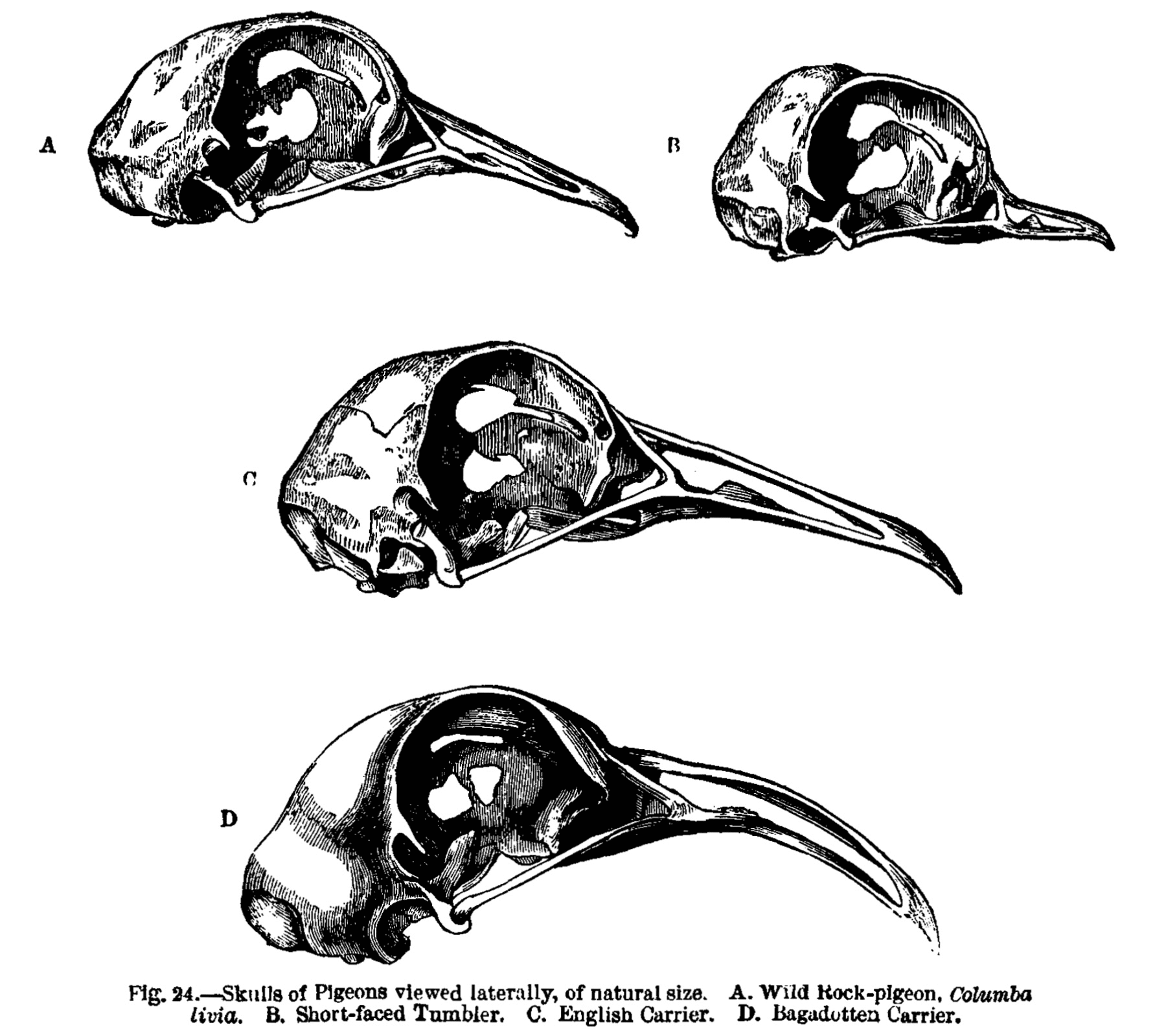
Darwin objevil, jak se liší lebky různých plemen holubů, a toto popsal v knize Proměna zvířat a rostlin při zdomácňování.

V prosinci 1844 rozšířila anonymně publikovaná vědecko–populární kniha Stopy přírodních dějin stvoření, napsaná skotským žurnalistou Robertem Chambersem, zájem veřejnosti o pojem přeměnu druhů. Tato kniha využila evidenci z fosilního záznamu a embryologii k podpoře tvrzení, že žijící organismy se postupem času vyvíjejí z jednodušších na složitější. To však ukazovalo spíše přímý vývoj, než teorii větvení od společného původu, a ignorovalo adaptaci. Darwin práci brzy po zveřejnění přečetl a vysmíval se její amatérské geologii a zoologii, ale své argumenty pozorně přezkoumal poté, co přední vědci včetně Adama Sedgwicka napadli jejich etiku a vědecké chyby. Publikace měla významný vliv na názor veřejnosti a intenzivní debata pomohla připravit cestu pro přijetí vědecky sofistikovanějšího Původu druhů, jelikož rozšířila spekulace o evoluci i mezi „obyčejné“ lidi. Zatímco pár přírodovědců bylo ochotno teorii přeměny zvažovat, Herbert Spencer se v 50. letech 19. století stal aktivním zastáncem lamarckismu a postupného vývoje.
V lednu 1847 byl Hooker přesvědčen, aby si vzal kopii eseje, a nakonec poslal stránku poznámek, podávaje Darwinovi tolik potřebnou zpětnou vazbu. Darwin, upozorněn na své nedostatky v odbornosti taxonomie, započal osmileté studium svijonožců a později se stal předním expertem na jejich klasifikaci. Užitím své teorie objevil homologie ukazující, že nepatrně změněné části těla slouží k odlišným funkcím, aby se přizpůsobili novým podmínkám, a založil mezistupeň v evoluci gonochorismu.
Darwinovo studium svijonožců ho přesvědčilo, že rozdílnosti se naskýtají neustále a nejen v reakci na změnu situace. Roku 1854 dokončil poslední část psaní o expedici Beagle a začal plně pracovat na evoluci. Jeho myšlení přešlo od názoru, že druhy se formovaly pouze v izolovaných populacích, jako na ostrově, ke zřeteli na speciaci bez izolace. Viděl vzrůstající specializaci uvnitř velkých stálých populací jako plynulé využívání nových ekologických nik. Prováděl experimentální bádání se zaměřením na potíže své teorie. Studoval vývojové a anatomické rozdíly mezi odlišnými plemeny mnohých domestikovaných zvířat a aktivně se zapojil do chovu domestikovaného holuba skalního. Také experimentoval (s pomocí svého syna Francise) na způsobech, kterými se rostlinná semena a zvířata mohou rozptýlit přes oceány a kolonizovat vzdálené ostrovy. Od roku 1856 byla jeho teorie mnohem propracovanější a se spoustou podpůrných důkazů.

## Publikace

### Události vedoucí k publikování

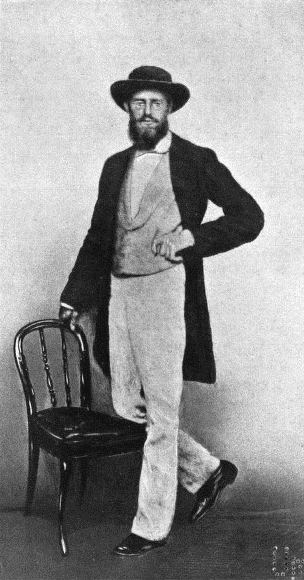
Fotografie Alfreda Russela Wallace ze Singapuru z roku 1862

Článek o introdukci druhů, napsaný Alfredem Russelem Wallacem roku 1855, tvrdil, že vzory v geografickém rozdělení žijících a fosilních druhů mohou být vysvětleny, pokud každý nový druh vznikne vždy v blízkosti už existujícího, blízce příbuzného druhu. Charles Lyell na rozdíl od Darwina rozpoznal důsledky Wallaceova článku a jeho možnou návaznost na Darwinovu práci. Proto na jaře 1856 naléhal na Darwina, aby publikoval svou teorii a zajistil si tak přednost. Darwin váhal mezi touhou vydat plné a přesvědčivé dílo a tlakem na rychle vytvořený krátký článek. Rozhodl se, že nechce odhalit své nápady editorovi, jenž by článek musel posoudit před publikací v akademických novinách. 14. května 1856 začal načrtávat dílo a okolo července se rozhodl vytvořit úplnou odbornou publikaci o druzích.
Darwin přes dva roky tvrdě pracoval na knize Přírodní výběr, když 18. června 1858 přijal balíček od Wallace, jenž pracoval na Molukách. Zásilka obsahovala krátkou esej popisující evoluční mechanismus a žádost, aby ji Darwin poslal Lyellovi, pokud ji uzná za hodnotnou. Mechanismus byl podobný jako Darwinova vlastní teorie. Darwin byl sklíčen tím, že byl předběhnut. S tímto problémem se svěřil dvěma nejbližším přátelům, Lyellovi a Hookerovi.
| „                                                   | Nikdy jsem neviděl více překvapující souhrn náhod... kdyby byl měl Wallace moji rukopisnou skicu napsanou v roce 1842, nemohl by z ní udělat lepší krátké resumé! | “ |
| — Darwinova reakce na zveřejnění Wallaceovy teorie. | |   |

Lyell a Hooker se shodli, že Wallaceova esej bude doplněna o Darwinovy objevy a v této podobě může být prezentována Linného společnosti v Londýně. 1. července 1858 byly články nazvané O tendenci druhů formovat odrůdy a udržování odrůd a druhů přirozeným výběrem, které napsali Wallace a Darwin, před společností postupně přečteny, ale nevzbudily skoro žádný ohlas. Zatímco Darwin považoval Wallaceovy myšlenky za totožné se svou představou přírodního výběru, historici poukazují na rozdíly. Darwin popsal přírodní výběr jako obdobu umělého výběru praktikovaného zvířecími chovateli a zdůraznil soupeření mezi jednotlivci. Oproti tomu Wallace pominul srovnání s výběrovým chovem a zaměřil se na ekologické tlaky, které udržují rozdílné druhy přizpůsobené místním podmínkám.
Po konferenci se Darwin rozhodl napsat výtah z celé své práce. Začal pracovat 20. července 1858, během dovolené v Sandownu, a celou práci zařadil do svých pamětí. Lyell řešil přípravy s vydavatelem Johnem Murrayem III. z nakladatelství John Murray, který okamžitě odpověděl na Darwinův dopis 31. března 1859. Přijetím nabídky Murray souhlasil se zveřejněním bez předchozího pohledu na rukopis a nabídl Darwinovi 2/3 výdělku (nakonec Murray zaplatil Darwinovi 180 liber za první edici, do Darwinovy smrti v roce 1882 vzniklo šest vydání a Darwin na nich vydělal téměř 3000 liber). Původně se Darwin rozhodl, že dílo pojmenuje Výtah z eseje o původu druhů a rozmanitostech skrze přírodní výběr, ale po Murrayho přemlouvání byl titul zkrácen na O původu druhů, s podtitulem O vzniku druhů přírodním výběrem, neboli uchováním prospěšných plemen v boji o život. Zde je termín plemena (anglicky races) použit jako alternativa pro druhy a nesouvisí s moderním významem lidských ras – první užití v knize odkazuje na „několik druhů, například zelí“ a pokračuje diskusí o „druzích či plemenech našich domestikovaných zvířat a rostlin“.

### Čas potřebný k vydání
Darwin měl sice základní teorii přirozeného výběru, podle které pracoval, již od prosince 1838, ale ani o dvacet let později, když mu přišel Wallaceův dopis, nebyl připraven svou teorii zveřejnit. Dlouho se rozhodoval, jestli se vyhnout nebo odložit tvoření své publikace z osobních důvodů. Po tom, co projeví svůj názor, mohlo dojít k náboženskému pronásledování nebo společenské potupě. Kromě toho by mohl rozzlobit své přátele z církve a pobožnou manželku Emmu. Darwinova nemoc neustále způsobovala další zpoždění. Ve svém odborném článku o Glen Roy udělal velikou chybu, když předpokládal, že břehy jsou mořského původu. David Quammen tvrdí, že všechny tyto faktory mohly prodloužit dobu, po níž Darwin nebyl připraven vydat knihu O původu druhů. Upozornil i na Darwinovu velkou produkci knih a rušný rodinný život během této doby.
Podle novější studie historika vědy Johna van Wyhea pochází myšlenka, že Darwin vydání odkládal, teprve ze 40. let 20. století a Darwinovi současníci považovali čas do vydání za přiměřený. Darwin vždy dokončil knihu, než začal psát další. Během svých výzkumů pověděl mnoha lidem o svém zájmu v přeměně bez vyvolání potupy. Stále zamýšlel vydání, ale až do září 1854 na knize nemohl pracovat na plný úvazek. Jeho odhad, že psaní „velké knihy“ zabere pět let, byl optimistický.

### Publikace a dodatečné úpravy
O původu druhů bylo poprvé publikováno ve čtvrtek 24. listopadu 1859 a jeho cena byla 15 šilinků. Kniha byla knihkupectvím nabídnuta na Murrayho podzimní aukci ve čtvrtek 22. listopadu a všechny dostupné kopie byly ihned přijaty. Celkem bylo vytištěno 1250 kopií, ale po odečtení prezentačních, recenzních výtisků a také pěti kopií na autorská práva jich bylo do prodeje uvedeno okolo 1170. Z toho významné množství, 500 kopií, zakoupila Mudieho knihovna, která si tak chtěla zajistit přísun odběratelů. Druhé vydání obsahující 3000 kopií bylo na trh uvedeno 7. ledna 1860 a zahrnovalo četné opravy. Přidána byla i reakce na náboženský nesouhlas doplněním nového epigrafu na straně ii, citace Charlese Kingsleyho a fráze „Tvůrcem“ („by the Creator“) upravující konečnou větu. Během Darwinova života prošla kniha šesti vydáními a mnoha změnami a úpravami vypořádávajíc se tak se vzešlými námitkami. Třetí vydání bylo zveřejněno roku 1861 s množstvím přepsaných či přidaných vět a úvodním dodatkem nazvaným Historická črta nedávného vývoje názoru na původ druhů. Naproti tomu čtvrtá edice z roku 1866 obsahovala další opravy. Páté vydání, publikované 10. února 1869, začlenilo více změn a poprvé obsahovalo frázi „přežití nejzdatnějšího“, která byla ražena filosofem Herbertem Spencerem v jeho Principech biologie (1864).
V lednu 1871 publikoval George Jackson Mivart své dílo O vzniku druhů, kde uvádí detailní argumenty proti přírodnímu výběru, jenž podle něj obsahuje špatnou metafyziku. Darwin provedl rozsáhlou revizi šestého vydání Původu (bylo to první vydání, kde použil slovo „evoluce“) a na adresu Mivartových argumentů přidal novou kapitolu VII, Různé námitky. Šesté vydání bylo publikováno Murrayem 19. února 1872 pod názvem Původ druhů. Darwin však chtěl udělat knihu přístupnější široké veřejnosti, a proto se s vydavatelem dohodl na zmenšení písma, čímž snížil cenu 15 šilinků o polovinu na 7 šilinků a 6 pencí. Prodej knihy v šestém vydání, zahrnujícím i významový slovník od W. S. Dallase, se zvýšil ze 60 na 250 prodaných výtisků za měsíc.

### Publikace mimo Velkou Británii

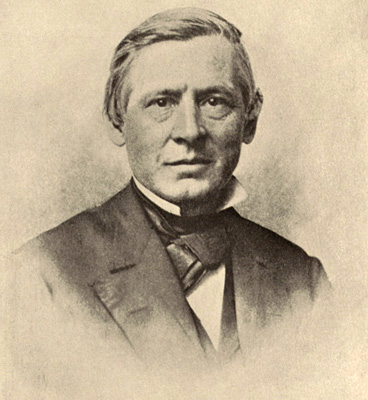
Americký botanik Asa Gray (1810–1888)

Ve Spojených státech amerických Asa Gray vyjednával s bostonským nakladatelstvím o publikaci autorizované americké verze, ale dozvěděl se, že dvě newyorské vydavatelské firmy už plánují využít absence mezinárodních autorských práv na tisknutí Původu. Darwin se radoval z popularity knihy a ptal se Graye, zda má nějaký zisk. Grayovi se podařilo vyjednat 5% autorský honorář s newyorskou D. Appleton & Company, která jednu edici vydala uprostřed ledna 1860 a další dvě stáhla. V květnovém dopisu Darwin uvedl náklad 2500 kopií. Není však jasné, zda tím má na mysli pouze první výtisk, jelikož ten rok byly čtyři.
Za Darwinova života byla kniha široce překládána, ale vznikaly problémy s překladem pojmů a metafor a některé překlady byly zkreslené překladatelovou vlastní agendou. Darwin distribuoval prezentační kopie do Francie a Německa, doufaje, že se objeví vhodní uchazeči, neboť od překladatelů se očekávalo vytvoření vlastních dohod s místním vydavatelem. Uvítal nabídku význačného staršího přírodovědce a geologa Heinricha Georga Bronna, ale německý překlad publikovaný v roce 1860 obsahoval Bronnovy vlastní myšlenky a navíc i kontroverzní témata, která Darwin záměrně vynechal. Bronn přeložil „prospěšné druhy“ jako „perfektní druhy“ a přidal eseje o problémech jako původ života, stejně tak i závěrečnou kapitolu o náboženském důsledku z části inspirovanou Bronnovým lpěním na filosofii přírody. Roku 1862 Bronn vytvořil druhé vydání založené na třetí anglické edici a Darwinových navržených doplněních, avšak poté zemřel na infarkt. Darwin blízce korespondoval s Juliem Victorem Carusem, jenž v roce 1867 publikoval vylepšený překlad. Darwinova snaha najít překladatele ve Francii skončila neúspěchem, jen v roce 1862 vyšel překlad od Clémence Royerové. V knize byl přidán úvod, chválící Darwinovy myšlenky jako alternativu náboženského zjevení a prosazující ideje očekávaného sociálního darwinismu a eugeniky. Dále zahrnuje množství poznámek, ve kterých Royerová podává vlastní odpovědi na pochyby, jež Darwin vyjádřil. Darwin si s Royerovou dopisoval o druhém vydání z roku 1866 a třetím z roku 1870, ale měl problém přimět ji k odstranění poznámek a byl z těchto úprav ustaraný. Zůstal nespokojený až do roku 1876, kdy byl zveřejněn překlad Edmonda Barbiera. Nizozemský překlad byl vydán v roce 1860. Okolo roku 1864 vyšly další italské a ruské překlady. Za Darwinova života byl Původ publikován ve švédštině (1869), dánštině (1872), polštině (1873), maďarštině (1873–1874), španělštině (1877) a srbštině (1878). Kolem roku 1977 byla kniha dostupná v dalších 18 jazycích.

## Obsah
O původu druhů, 6. vydání (1872)
Obsah:
1. Přeměny při zdomácňování
2. Proměny v přírodě
3. Boj o existenci
4. Přírodní výběr neboli přežití nejzdatnějšího
5. Zákony proměnlivosti
6. Potíže naší teorie
7. Různé námitky proti teorii přírodního výběru
8. Instinkt
9. Křížení
10. O neúplnosti geologických nálezů
11. O geologické posloupnosti organismů
12. Zeměpisné rozšíření
13. Zeměpisné rozšíření /pokračování/
14. Vzájemná příbuznost organismů: morfologie, embryologie, zakrnělost orgánů
15. Závěry

### Titulní stránky a úvod
Strana ii obsahuje citace Williama Whewella a Francise Bacona o teologii přírodních zákonitostí, harmonizaci vědy a o náboženství v souladu s vírou Isaaca Newtona v racionálního Boha, který ustanovil zákonů dbalý vesmír. Ve druhé edici přidal Darwin epigraf Josepha Butlera, prohlašující, že Bůh mohl pracovat skrze přírodovědecké zákony, stejně tak jako skrze zázraky. Úvod potvrzuje Darwinovy kvalifikace jako přírodovědce a autora, pak odkazuje na dopis Johna Herschela, navrhující, že původ druhů „by byl shledán přirozeným ve srovnání se zázračným procesem“:
Když jsem se jako přírodovědec plavil na lodi Beagle, silně na mě působily některé skutečnosti v rozšíření rostlin a živočichů Jižní Ameriky a geologické doklady o vztazích dnešních a minulých obyvatel na tomto světadílu. Zdá se, že tato fakta vrhají trochu světla na původ druhů – onu nejzáhadnější záhadu, jak se vyjádřil jeden z našich největších filozofů.
Darwin speciálně poukázal na rozdělení druhů nandu, želvy sloní a drozdce mnohohlasého. Zmínil se o letech práce na své teorii a Wallaceově zásilce se stejným závěrem, který ho vedl k „publikování tohoto souhrnu“ jeho neúplné práce. Nastínil své myšlenky a uvedl podstatu své teorie:
Protože se rodí mnohem více jedinců každého druhu, než může skutečně přežít, a protože následkem toho se často projevuje boj o existenci, vyplývá z toho, že jakýkoli tvor lišící se jen málo v některé jemu užitečné vlastnosti bude mít větší naději na přežití a dostane přednost v přírodním výběru.
Začínaje se svou třetí edicí, opatřil Darwin úvod předmluvou s náčrtem historického vývoje evolučních myšlenek. V tomto náčrtu přiznal, že Patrick Matthew, neznámý Wallaceovi i jemu, předvídal koncept přírodního výběru v dodatku knihy publikované roku 1831. Ve čtvrtém vydání se pak zmínil, že William Charles Wells tak učinil již v roce 1813.

### Přeměny při zdomácňování a proměny přírodní

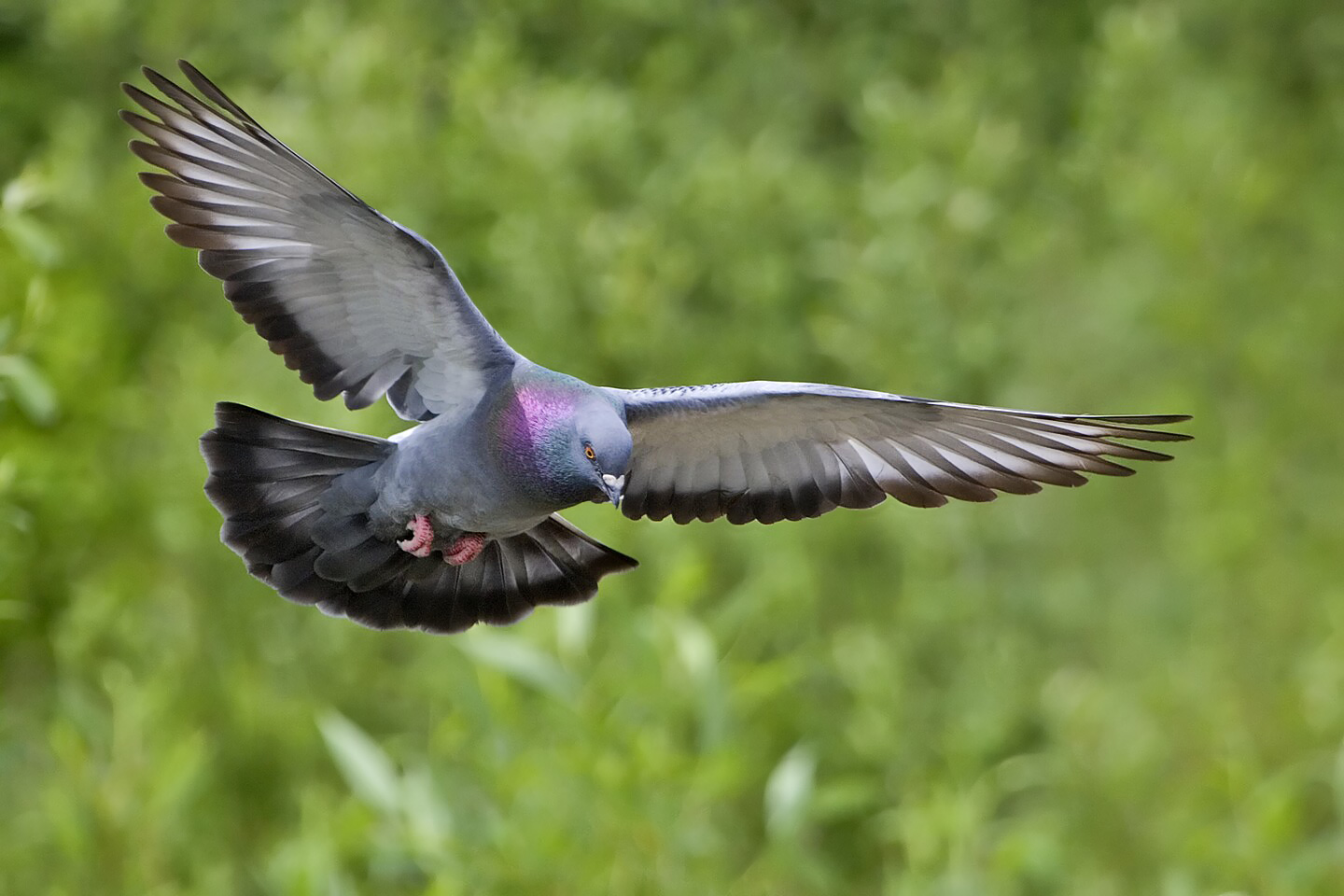
Holub skalní je podle Darwina předkem všech holubích plemen.

Kapitola I zahrnuje chov zvířat a pěstování rostlin, vracejíc se při tom až do starověkého Egypta. Darwin pojednává o soudobých názorech na původ různých vyšlechtěných plemen a dokazuje, že mnohé vznikly výběrovým chovem ze společných předchůdců. Pro ilustraci umělého výběru popsal chov domestikovaných holubů a poznamenal, že „rozrůzněnost holubích plemen je něco udivujícího.“ Všichni podle něj však pocházejí z holuba skalního. Darwin viděl dva druhy změn: zaprvé vzácné prudké změny, ty nazval „zrůdy“ nebo „monstrozity“ (např. ovce s delším tělem a krátkýma nohama), zadruhé všudypřítomné malé odlišnosti (např. o málo kratší nebo delší zobák holubů). Oba typy dědičných změn mohou být použity chovateli, avšak pro Darwina byly v evoluci nejdůležitější drobné změny.
V kapitole II Darwin tvrdí, že rozlišování mezi druhy a odrůdami je libovolné, jelikož experti mění svá rozhodnutí, když jsou objeveny nové formy. Usuzuje, že „vhodné označení pro odrůdy je nastávající druhy“ a že „druhy jsou pouze výrazné a ustálené odrůdy.“ Argumentuje pro všudypřítomnost změn v přírodě. Historikové zpozorovali, že přírodovědci si byli dlouho vědomi, že jedinci stejného druhu se liší jeden od druhého, ale považovali tyto rozdíly za omezené a nedůležité odchylky od archetypu daného druhu. Archetyp byl podle nich pevný vzor v mysli Boha.

### Boj o existenci, přírodní výběr a proměnlivost
V kapitole III se Darwin ptá, jak se odrůdy, které nazval nastávajícími druhy, stávají novými odlišnými druhy, a v odpovědi uvádí klíčovou představu, již nazval „přírodní výběr“. V páté edici ještě dodal: „Ale výraz přežití nejzdatnějšího, často používaný Herbertem Spencerem, je mnohem přesnější a někdy stejně výhodný.“
Díky boji o život budou odchylky (pokud jsou v nějakém stupni prospěšné jedincům určitého druhu v jejich nekonečně složitých vztazích k ostatním organismům a životnímu prostředí) směřovat k sebezáchově a jejich vlastnosti většinou zdědí jejich potomci. […] Nazval jsem tento princip, kterým se zachovává každá užitečná odchylka, výrazem přírodní výběr, abych tím odlišil umělý výběr, jehož aktérem je člověk.
Zaznamenal, že Augustin Pyramus de Candolle a Charles Lyell uvedli, že všechny organismy jsou vystaveny drsnému soutěžení. Darwin zdůrazňuje použití fráze „boj o existenci“ v „rozsáhlém a přeneseném smyslu, včetně závislosti bytí jednoho jedince na druhém.“ Jako příklady pak dává rostliny bojující proti suchu i rostliny soutěžící o ptáky, kteří jedí jejich ovoce a rozšiřují jejich semena. Popisuje boj vyplývající z nárůstu populace: „Je to Malthusova doktrína aplikovaná na celou rostlinnou a živočišnou říši.“ Pojednává o překážkách tohoto populačního růstu, včetně složitých ekologických vzájemných závislostí, a podotýká, že boj o život je nejkrutější mezi jedinci a odrůdami stejného druhu.
V kapitole IV Darwin líčí, jak „nekonečně složitý a těsně propojený je vzájemný vztah mezi organismy a vztah organismů k fyzickým podmínkám jejich života.“ Pro příklad líčí krajinu, kde změna podmínek vede k vyhynutí některých druhů, přistěhování nových a tam, kde nastaly vhodné změny, tomu, že se následníci některých druhů přizpůsobují novým podmínkám. Povšimnul si, že umělý výběr praktikovaný chovateli zvířat obvykle produkuje v povahách plemen značné odchylky, a předpokládá, že přírodní výběr může dokázat totéž.

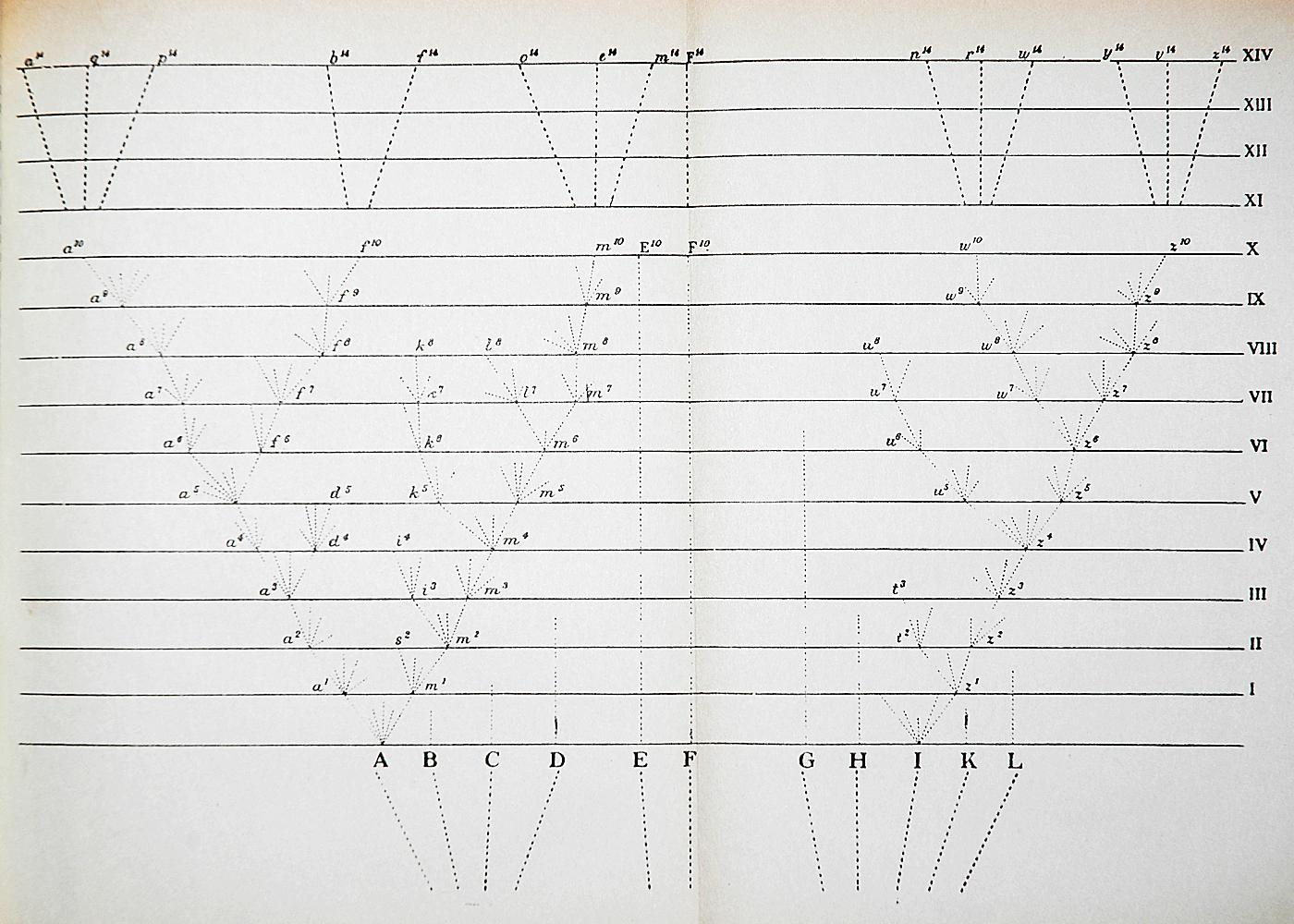
Darwinův diagram evolučního stromu

Když může člověk výběrem dosáhnout výrazného výsledku, proč by nemohl mít stejné účinky přírodní výběr? Člověk může působit jenom na vnější a viditelné znaky. Příroda – jestliže mi dovolíte zosobnit pochod přírodního chování nebo přežívání nejzdatnějšího – se nestará o vnějškovosti kromě případu, že jsou některému organismu užitečné. Příroda může působit na každý vnitřní orgán, na každý odstín změny v tělesné stavbě, na celý mechanismus života.
Historici podotkli, že zde Darwin předjímal moderní představu ekologické niky. Netvrdil, že každá úspěšná změna musí být vybraná ani že zvýhodněná zvířata jsou lepší nebo na vyšším stupni vývoje, ale pouze lépe přizpůsobená svému prostředí.
Darwin předložil pohlavní výběr, řízený konkurencí mezi samci o družky, jako vysvětlení znaků pohlavního dimorfismu, které představují např. lví hříva, jelení parohy, paví ocas, ptačí zpěv nebo zářivé peří některých ptačích samců. Podrobněji analyzoval pohlavní výběr v knize O původu člověka a pohlavním výběru (1871). S použitím fylogenetického stromu a výpočtů Darwin určil divergenci (rozbíhavost) vlastností původních druhů na druhy nové. Vytvořil diagram hypotetického evolučního stromu, aby tak ilustroval rozbíhání znaků, princip přírodního výběru a vymírání.

### Změna a dědičnost
V Darwinově době neexistoval dohodnutý model dědičnosti. V kapitole I Darwin přiznal, že „zákony upravující dědičnost jsou zcela neznámé.“ Přijal verzi dědičnosti získaných znaků (po smrti Darwina začala být nazývána lamarckismus) v páté kapitole řeší to, co nazval vlivem užívání a neužívání. Uvedl svou myšlenku: „Nemůže být pochyb o tom, že užívání u domácích zvířat posílilo nebo zvětšilo některé části jejich těla, zatímco neužívání je naopak zmenšilo, a že takto získané odchylky jsou dědičné.“ Také vyjádřil své přesvědčení, že toto platí i v přírodě. Darwin konstatoval, že některé změny, které byly obyčejně připisované užívání a neužívání, například ztráta funkčních křídel hmyzu na některém ostrově, mohou být výsledkem přirozeného výběru. V pozdějších doplňcích Původu druhů Darwin rozšířil roli připisovanou dědičnosti získaných znaků. Kromě toho přiznal neznalost zdroje dědičných změn, ale spekuloval o možnosti, že jsou produkovány ekologickými faktory. Jedna věc však byla jasná: bez ohledu na přesnou povahu a příčiny nových odchylek Darwin z pozorování a experimentů věděl, že chovatelé jsou schopni tyto odchylky vybírat a vytvářet velké odlišnosti v mnoha generacích výběru. Pozorování, že výběr funguje u domestikovaných zvířat, není zničeno nedostatkem pochopení základního dědičného mechanismu.
Chov zvířat a pěstování rostlin ukázaly, že blízké odrůdy často nabývají podobných znaků nebo se vrací ke znakům předků. Podobné vzory změn u odlišných druhů Darwin vysvětlil jako názornou ukázku společného původu. Podrobně vylíčil, jak klisna lorda Mortona zřejmě předvedla telegonii, tj. jev, kdy potomek dědí vlastnosti předchozího partnera matky. Tento proces přijal jako zvýšení proměnlivosti přijatelné pro přirozený výběr.
Více detailů bylo podáno v Darwinově knize Proměna zvířat a rostlin při zdomácňování, která se snažila vysvětlit dědičnost skrze jeho hypotézy pangeneze. Ačkoliv Darwin osobně pochyboval o smíšené dědičnosti, bojoval s teoretickými obtížemi, že nové individuální změny budou mít tendenci míchat se do populace. Avšak mohla být spatřována dědičná odchylka a Darwinova představa výběru, fungujícího na populaci s řadou malých změn, byla zpracovatelná. Model dědičnosti se stal kompletně sjednocený s modelem přeměny až díky moderní evoluční syntéze ve 30. a 40. letech 20. století.

### Potíže teorie
Kapitola VI začíná upozorněním, že další tři kapitoly budou zaměřeny na možné námitky k teorii. Tou první je, že mezi blízce příbuznými druhy se často nenachází žádné přechodné formy, ačkoli teoreticky existovat musí. Darwin to přisuzuje soutěžení mezi odlišnými druhy, kombinovanému s malým počtem jedinců přechodných forem, který často vede k jejich vyhynutí. Zbytek kapitoly pojednává o tom, zda přírodní výběr může vytvořit složité specializované struktury a způsoby chování k jejich používání, když by bylo obtížné si představit, jak mohou být přechodné formy funkční. Darwin řekl:
Za druhé je možné, aby živočich mající například tvar a chování netopýra mohl být vytvořen upravováním jiného široce rozšířeného živočicha?
Jeho odpověď byla, že v mnoha případech zvířata existují s přechodnými strukturami, které jsou funkční. Jako příklady, jak se netopýři mohli vyvinout z nelétavých předků, předložil letuchy a poletuchy. Pojednával o různých jednoduchých očích objevených u bezobratlovců, začínaje s optickým nervem pokrytým pigmentem, jejž využil jako příklad, jak se mohlo oko obratlovců vyvinout. Darwin usuzoval: „Kdyby se prokázalo, že existuje nějaký složitý orgán, který snad nebyl vytvořen početnými, postupnými a drobnými modifikacemi, moje teorie by se zhroutila. Nenacházím však žádný takový případ.“
Sedmá kapitola (v prvním vydání) se zaměřuje na evoluci instinktu. Darwinovy příklady zahrnovaly dva, které prozkoumal experimentálně: mravenci otrokářští a konstrukce šestiúhelníkových buněk včelami medonosnými. Darwin zaznamenal, že některé druhy mravence otrokářského jsou na otrocích závislejší než ostatní, a pozoroval, že mnoho mravenčích druhů shromažďuje a uchovává kukly jiných druhů jako potravu. Považoval za přijatelné, že druhy s extrémní závislostí na otrocích se vyvinuly v přírůstkových stádiích. Tvrdil, že včely, které vytvářejí šestiúhelníkové buňky, se postupně vyvinuly ze včel vyrábějících buňky kulaté, a to pod tlakem přirozeného výběru, aby šetřily voskem. Darwin učinil závěr:
Konečně nemusí to být logická dedukce, ale pro mou představivost je mnohem uspokojivější nedívat se na takové instinkty, jako jsou ty, že mládě kukačky vyhazuje své nevlastní sourozence, že mravenci zotročují jiné druhy, že larvy lumkovitých se živí v živých tělech housenek, jako na nezávisle stvořené instinky, ale jako na drobné důsledky jednoho všeobecného zákona vedoucího k pokroku všech živých tvorů, totiž měnit se, dát žít nejsilnějšímu a zemřít nejslabšímu.
Kapitola VIII je zaměřena na myšlenku, že druhy mají speciální vlastnosti, které brání hybridům býti plodnými za účelem zachování odděleně vytvořených druhů. Darwin řekl, že obtíže ve vytváření hybridů příbuzných druhů a životaschopnost a plodnost těchto hybridů se značně liší, zejména u rostlin. Někdy to, co bylo všeobecně považováno za samostatné druhy, volně produkovalo plodné hybridní potomky a v dalších případech to, co bylo považováno za pouhé odrůdy stejných druhů, mohlo být kříženo jen stěží. Darwin došel k názoru: „Můžeme uzavřít, že plodnost při křížení nedělá základní odlišení mezi odrůdami a druhy.“
Do šestého vydání Darwin vložil novou sedmou kapitolu (a přečísloval kapitoly následující) odpovídající na kritiku dřívějších edicí. Vyjádřil zde i nesouhlas s tím, že mnohé rysy organismů jsou nepřizpůsobivé a nemohou být vytvořeny přírodním výběrem. Říká, že některé z těchto rysů mohly být vedlejšími produkty adaptivních změn na rysy jiné. Podle něj se často zdají nepřizpůsobivé, protože jejich funkce je neznámá. Toto ukazuje jeho kniha Hnojení orchidejí, jež vysvětluje, jak jejich propracovaná struktura usnadňuje opylování hmyzem. Velká část kapitoly odpovídá na kritiku George Jacksona Mivarta, včetně jeho tvrzení, že jevy jako kosticové filtry u velryb, platýsi s oběma očima na jedné straně nebo maskování strašilek nemohly být vyvinuty skrze přirozený výběr, protože mezilehlé etapy by nebyly adaptivní. Darwin navrhl scénář přírůstkové evoluce každého rysu.

### Geologický záznam
Kapitola IX se vypořádává s faktem, že geologický záznam ukazuje formy života vznikající náhle, bez nespočetných přechodných fosílií předpokládaných u postupných změn. Darwin si z knihy Charlese Lyella Principy geologie vypůjčil argument, že záznam je extrémně nedokonalý, jelikož fosilizace je velmi vzácný jev rozprostřený do ohromně dlouhých období. Vzhledem k tomu, že bylo geologicky probádáno málo oblastí, nemohla existovat úplná obeznámenost se souvrstvími a fosilní sbírky byly velmi chabé. Podle něj se místní odrůdy, které migrovaly do rozsáhlejšího prostoru, zdají býti náhlým výskytem nových druhů. Darwin nepředpokládal, že bude schopný zrekonstruovat dějiny evoluce, ale pokračující objevování mu dalo opodstatněnou víru, že nové objevy mohou příležitostně odhalit přechodné formy. Aby ukázal, že bylo dost času pro přirozený výběr pracující pomalu, opět citoval Principy geologie a další pozorování založené na sedimentaci a erozi, včetně propočtu, že eroze Wealdu trvala 300 miliónů let. Počáteční výskyt celých skupin dobře vyvinutých organismů v nejstarší fosilní nosné vrstvě, nyní známé jako kambrická exploze, způsobil problémy. Darwin neměl pochyb, že se dávná moře hemžila živými tvory, ale uvedl, že nemá uspokojivé vysvětlení pro nedostatek fosílií. Od této doby byl objeven fosilní důkaz prekambrického života a historie života se tak prodloužila o miliardy let.
Kapitola X zkoumá, zda jsou vzory ve fosilních nálezech lépe vysvětlené společným původem a větvenou evolucí skrze přirozený výběr nebo individuální tvorbou stálých druhů. Darwin předpokládal, že se druhy mění pomalu, ale ne na stejném stupni – některé organismy, např. jazovka, se od svých nejstarších zkamenělin vůbec neliší. Rychlost přirozeného výběru závisí na proměnlivosti a změně životního prostředí. To oddálilo jeho teorii Lamarckových zákonů nevyhnutelného vývoje. Existují dohady, zda to nepředvídalo teorii přerušovaných rovnováh, ale někteří vědci zdůrazňují Darwinovu angažovanost v gradualismu. Citoval objevy Richarda Owena, že několik nejstarších členů třídy byly jednoduché a zobecněné druhy s vlastnostmi přecházejícími mezi moderními formami a že po nich následovaly stále rozmanitější a specializovanější formy, odpovídající větvení ze společného předchůdce. Modely vyhynutí odpovídaly jeho teorii, že příbuzné skupiny druhů majících pokračující existenci až do zániku se poté znovu neobjevují. Nedávno vyhynulé druhy se žijícím podobaly více než druhy z dávnějších ér a, jak mohl vidět v Jižní Americe a jak William Clift ukázal v Austrálii, fosílie z nedávných geologických období připomínají druhy stále žijící v té samé oblasti.

### Zeměpisné rozšíření
Kapitola XI se zabývá důkazy z biogeografie, počínaje postřehem, že odlišnosti ve flóře a fauně z různých regionů nemohou být vysvětleny jen pomocí rozdílů v životním prostředí. Jižní Amerika, Afrika a Austrálie mají regiony s podobným klimatem v podobných zeměpisných šířkách, ale mají velmi odlišné rostliny i zvířata. Druhy, nacházející se v jedné oblasti, jsou blíže spjaté s druhy žijícími v jiných regionech téhož světadílu než s druhy na světadílu jiném. Darwin zaznamenal, že bariéry pro migraci hrají důležitou roli v odlišnostech mezi druhy různých oblastí. Vodní druhy žijící u pobřeží Střední Ameriky na atlantické a pacifické straně jsou si blízké jen v minimu případů, ačkoliv je Panamská šíje pouze pár kilometrů široká. Jeho vysvětlení kombinovalo migraci a původ postupnou úpravou (v originále descent with modification). Darwin dále řekl: „Na principu původu postupnou úpravou takto porozumíme, proč jsou rody omezeny na tytéž oblasti, což je obvyklý případ.“ Vysvětlil, jak sopečný ostrov vytvořený několik stovek kilometrů od kontinentu může být kolonizován několika druhy z tohoto kontinentu. Tyto druhy se mohou po čase změnit, ale stále budou blízké s druhy pevninskými, a Darwin v tomto zpozoroval obecný vzor. Debatoval o způsobech, kterými mohou být druhy rozptýleny přes oceán a kolonizovat ostrovy. Mnoho z nich také experimentálně prozkoumal.
Kapitola XII pokračuje diskusí na téma biogeografie. Po stručné debatě o sladkovodních druzích se vrací zpět k oceánským ostrovům a jejich zvláštnostem. Například na některých ostrovech převzaly roli kontinentálních savců jiné druhy, jako jsou nelétaví ptáci nebo plazi. Souhrn obou kapitol říká:
Není-li nepřekonatelně těžké uznat, že všichni jedinci téhož druhu a podobné druhy téhož rodu vyšly z jednoho zdroje, pak všechny nejdůležitější skutečnosti zeměpisného rozšíření jsou vysvětlitelné na základě teorie o stěhování, spolu s postupným pozměňováním a rozmnožováním nových forem. Porozumíme tím velké důležitosti překážek, ať pevninských nebo vodních, při oddělování jednotlivých zoologických a botanických oblastí. Pochopíme soustředění příbuzných druhů v těchže oblastech a proč v různých zeměpisných šířkách (například v Jižní Americe) obyvatelé nížin a hor, lesů, bažin a pouští jsou tak tajemným způsobem spojeni navzájem a podobně spojeni i s vyhynulými tvory, kteří dříve obývali tentýž kontinent. […] Podle stejných pravidel porozumíme tomu, proč oceánské ostrovy mají málo obyvatel, ale že z tohoto mála je velká část endemická nebo zvláštní.

### Klasifikace, morfologie, embryologie, zakrnělost orgánů
Kapitola XIII začíná poznamenáním, že klasifikace závisí na druzích seskupených ve vícevrstevném systému skupin a podskupin, založených na různých stupních podobnosti.
Od nejvzdálenějšího období v historii si lidé uvědomují různě odstupňovanou podobnost živých organismů, jež mohou být řazeny do skupin podřízených jiným skupinám. Toto řazení není libovolné jako seskupování hvězd do souhvězdí. […] Já věřím, že obecnost příbuzenských vazeb – jedna známá příčina blízké podobnosti u živých tvorů – je našimi klasifikacemi částečně odhalována.
Darwin diskutuje o morfologii, včetně významu homologických struktur. Říká: „Co může být zvláštnější než to, že ruka člověka utvářená k chápání, přední končetina krtka užívaná k hrabání, noha koně, ploutev delfína a třeba křídlo netopýra jsou zřejmě všechny postaveny podle téhož vzoru a kupodivu obsahují podobné kosti ve stejných vzájemných polohách?“ Zaznamenal, že zvířata stejné třídy mají často velmi podobná embrya. Také prodiskutoval rudimentární orgány, jako jsou křídla nelétavých ptáků nebo zakrnělé pánve a stehenní kosti některých hadů, a podotknul, že některé zakrnělé orgány, například zuby kosticovců, se vyskytují jen v embryonální fázi.

### Závěry
Závěrečná kapitola přezkoumává body z kapitol předchozích a Darwin ji zakončuje vyjádřením přání, aby jeho teorie způsobila revoluční změny v mnoha oblastech přírodních dějin. Ačkoliv se ve zbytku knihy vyhnul kontroverznímu tématu lidského původu, aby k ní čtenáři neměli předsudky, dovolil si zde opatrnou narážku, že psychologie by mohla být vystavěna na novém základě a že „hodně světla bude vrženo na původ člověka a jeho historii.“ Darwin končí pasáží, která se stala velmi známou a často citovanou:
Je zajímavé uvažovat o bujně zarostlém břehu pokrytém rostlinami mnoha druhů, s ptáky zpívajícími v keřích, s rozmanitým poletujícím hmyzem a s červy provrtávajícími vlhkou půdu, a přemítat o tom, že tyto důmyslně utvořené formy, od sebe tak odlišné a na sobě navzájem tak složitým způsobem závislé, byly všechny vytvořeny zákonitostmi činnými kolem nás. […] Z boje v přírodě, z hladu a smrti tak přímo vzniká nejvznešenější jev, jaký jsme schopni si představit, totiž vznik vyšších živočichů. Je jistá velikost v tomto pohledu na život, s jeho různými silami, jež byly původně vdechnuty Tvůrcem v několik málo forem nebo ve formu jedinou. A zatímco tato planeta obíhala podle fyzikálního zákona přitažlivosti, z jednoduchého začátku se vyvíjely a vyvíjejí nekonečné, nejkrásnější a nejobdivuhodnější životní formy.

## Reakce

Karikatura, na níž je Darwin vyobrazen s opičím tělem

Kniha vyvolala mezinárodní zájem a obecně rozšířenou debatu bez přísných hranic mezi vědeckými otázkami a ideologickými, sociálními nebo náboženskými aspekty. Mnoho z počátečních reakcí bylo nepřátelských, ale Darwin musel být brán vážně, jelikož jeho jméno bylo ve vědě významné a respektované. Okolo Původu druhů nevzniklo tolik kontroverzí, jako při vydání knihy Roberta Chamberse z roku 1844 The Vestiges of the Natural History of Creation (česky Stopy přírodních dějin stvoření). Ta byla vědci odmítnuta, ale přiměla širokou čtenářskou veřejnost věřit, že přírodní i lidská společnost je řízena přírodními zákony. O původu druhů, jako kniha širokého veřejného zájmu, se stala spojovanou s myšlenkami společenské reformy. Její zastánci plně využili vlnu recenzí v časopisech a Původ tak vzbuzoval více zájmu než téměř všechny další vědecké práce, ačkoliv byl stále neúspěšný ve srovnání s dosud prodávanou publikací Stopy stvoření. Darwinova kniha ospravedlňovala vědeckou diskusi o evolučním mechanismu a nově ražený termín darwinismus byl používán ve spojitosti s celým evolucionismem, nikoliv jen s jeho myšlenkami. Okolo poloviny 70. let 19. století byl evolucionismus vítězný.
S výjimkou strohé narážky v závěrečné kapitole se Darwin vyhýbal tématům lidské evoluce. Navzdory tomu první recenze prohlašovala, že kniha vytvořila z myšlenky „lidé z opic“ (tato fráze pochází z publikace Stopy stvoření) krédo. Vývoj člověka se stal centrem diskuse a byl silně obhajován Thomasem Henrym Huxleym, který ho zdůrazňoval ve svých populárních „dělnických přednáškách“. Darwin své vlastní názory nevydával do konce roku 1871. Naturalismus přirozeného výběru se střetl s předpoklady teleologie a ačkoliv to mohlo být urovnáváno teistickou evolucí, jiné mechanismy obsahující větší pokrok či záměr byly přijatelnější. Herbert Spencer měl již lamarckismus začleněný ve své populární filosofii progresivního volného trhu lidské společnosti. Zpopularizoval termíny evoluce a přežití nejzdatnějšího a mnozí se domnívali, že byl Spencer hlavní evolucionářský myslitel.

### Vliv na vědeckou společnost
Vědečtí čtenáři již byli seznámeni s argumenty, že druhy se měnily skrze procesy, které podléhaly přírodním zákonům, ale Lamarckovy myšlenky o přeměně a nejasný „zákon vývoje“ ve Stopách stvoření nenašly vědeckou podporu. Darwin prezentoval přírodní výběr jako vědecky testovatelný mechanismus a současně přijímal, že další mechanismy jako dědičnost získaných vlastností jsou možné. Jeho strategie stanovila, že evoluce prostřednictvím přírodních zákonů je hodná vědecké studie, a do roku 1875 evoluci přijalo mnoho vědců, ovšem jen několik jich považovalo přirozený výběr za významný. Darwinova vědecká metoda byla taktéž zpochybněna. Její zastánci podporovali empirismus Millova díla Systém logiky, zatímco odpůrci se drželi idealistické školy Whewellovy Filosofie induktivních věd, podle níž může výzkum začít s intuitivní skutečností, že druhy jsou pevně dané a vytvořené podle Božího plánu. Brzká podpora Darwinových myšlenek přišla ve formě objevů z pole přírodovědců studujících biogeografii a ekologii, včetně Josepha Daltona Hookera roku 1860 a Asy Graye roku 1862. Henry Walter Bates prezentoval v roce 1861 výzkum, který vysvětlil mimikry hmyzu použitím přirozeného výběru. Alfred Russel Wallace projednával důkazy z průzkumu Malajského souostroví, v rámci něhož vydal roku 1864 článek obsahující evoluční vysvětlení Wallaceovy linie.

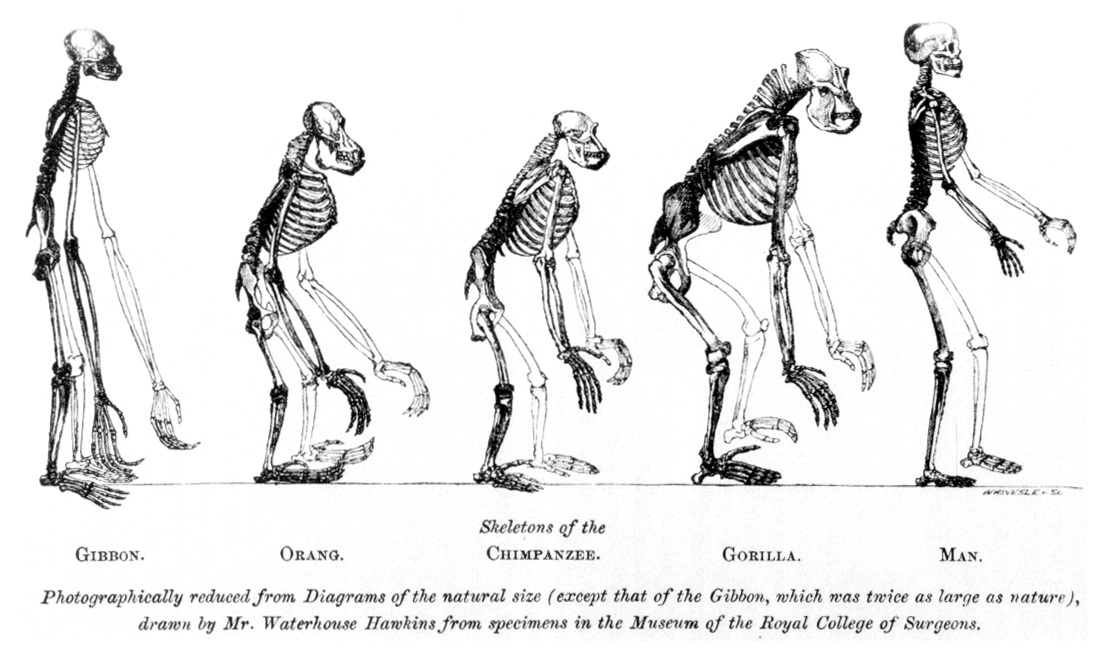
Huxley použil ilustrace, aby ukázal, že lidé a opi mají tutéž základní skeletní strukturu

Evoluce měla méně zřejmých aplikací v anatomii a morfologii a zpočátku měla také malý vliv na výzkum anatomisty Thomase Henryho Huxleyho. Navzdory tomu Huxley silně podporoval Darwina a jeho myšlenku evoluce. Přesto si však vyžádal experimenty, aby ukázal, zda přírodní výběr může formovat nové druhy, a ptal se, jestli je Darwinův gradualismus vhodný pro způsobení speciace bez velkých změn z generace na generaci. Huxley chtěl udělat vědu světskou, bez náboženských zásahů, a jeho článek vydaný v květnu 1860 ve Westminster Review podporoval vědecký naturalismus více než přírodní teologii. Chválil Darwina za „rozšíření vlády vědy nad oblastmi myšlení, do kterých až doposud pronikala jen stěží“ a razil termín „darwinismus“ jako součást snahy zesvětštit a zprofesionalizovat vědu. Huxley získal autoritu a založil X Club, který využil deník Nature k propagaci evoluce a naturalismu, utvářejíc tak mnoho pozdní viktoriánské vědy. Později německý morfolog Ernst Haeckel přesvědčil Huxleyho, že komparativní anatomie a paleontologie mohou být použity k rekonstrukci evolučních rodokmenů.
Hlavním přírodovědcem v Británii byl anatomista Richard Owen, idealista, který v 50. letech 19. století konvertoval k názoru, že historie života je postupné odhalování Božího plánu. Owenova recenze Původu v Edinburgh Review v dubnu 1860 napadla Huxleyho, Hookera a Darwina, ale rovněž signalizovala přijetí jakési evoluce jako teologického plánu v pokračujícím „ustanovování“. Mezi ostatní, kteří zamítali přírodní výběr, ale podporovali „stvoření narozením“, patřili také vévoda z Argyllu, který vysvětlil krásu peří Božím plánem. Kolem roku 1858 Huxley zdůraznil anatomické podobnosti mezi opicemi a lidmi, popíraje Owenův názor, že lidé jsou oddělená podtřída. Jejich neshoda ohledně lidského původu se dostala do popředí na schůzce Britské asociace pro rozvoj vědy jako dnes již legendární oxfordská evolucionářská debata z roku 1860. Ve dvou letech prudkého veřejného sporu Huxley ukázal, že Owen byl chybný ve svém tvrzení, že opičím mozkům chybí struktura prezentovaná u mozků lidských. Další, včetně Charlese Lyella a Alfreda Russela Wallace, mysleli, že lidé sdílejí společného předka s opicemi, ale vyšší mentální dovednosti se nemohli vyvíjet skrze čistě hmotný proces. Darwin publikoval své vlastní vysvětlení v O původu člověka.

#### Dopad mimo Velkou Británii

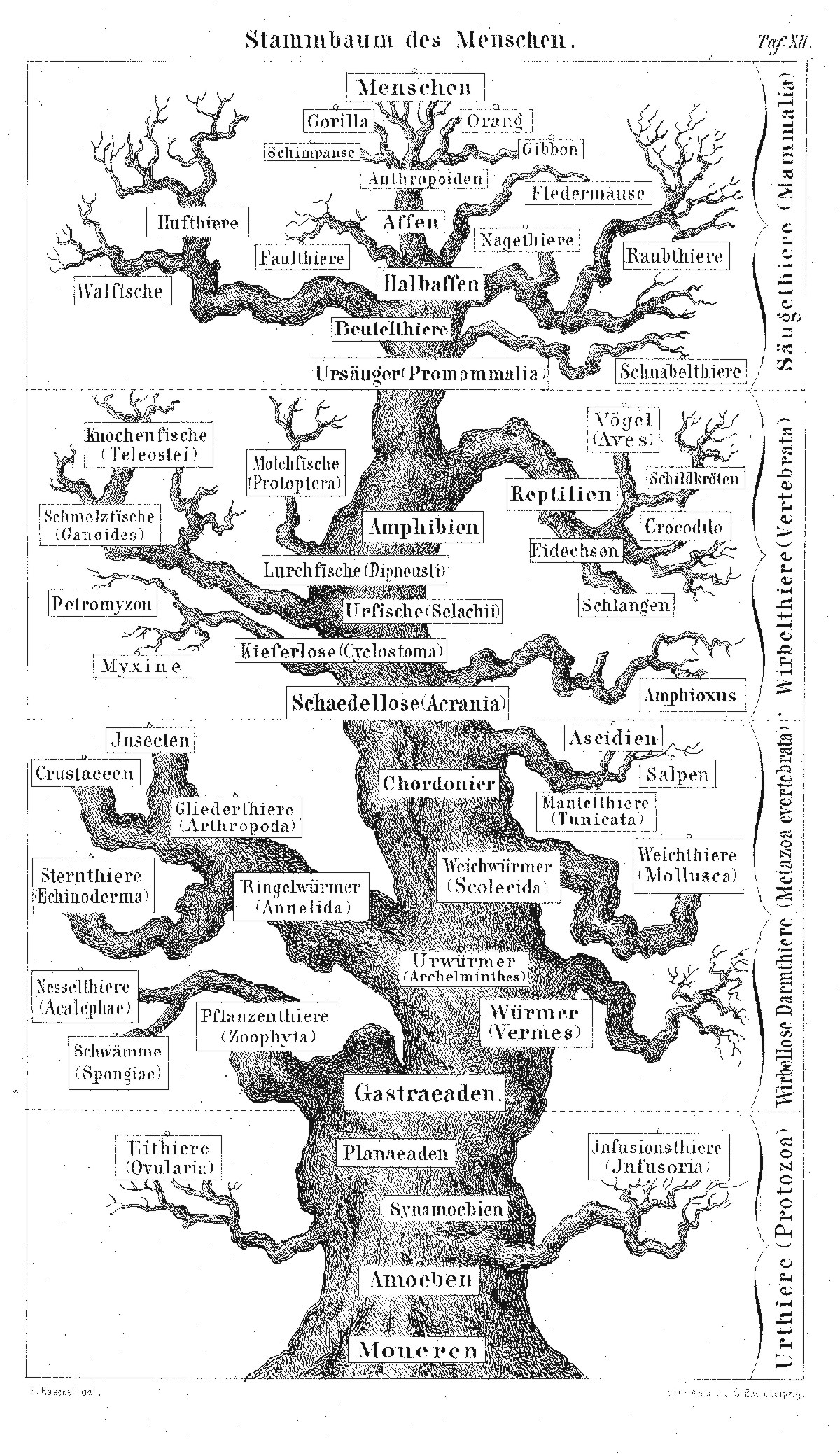
Haeckelův evoluční strom se od toho Darwinova liší. Zobrazuje kmen vedoucí k člověku s větveními k různým zvířatům

Evoluční myšlenky, ne však přírodní výběr, byly přijaty německými biology, zvyklými na myšlenky homologie v morfologii z Goetheho Metamorfózy rostlin a z jejich dlouhé tradice komparativní anatomie. Bronnovy úpravy v jeho německém překladu přidaly na obavách konzervativců, ale nadchly politické radikály. Ernst Haeckel byl mimořádně nadšený a dal si za cíl sjednotit Darwinovy myšlenky s těmi Lamarckovými a Goethovými, přičemž chtěl současně odrážet principy filosofie přírody. K jejich ambicióznímu programu rekonstrukce dějin života na Zemi, podporovanému paleontologickými objevy, se připojil i Huxley. Haeckel rozsáhle využil embryologii ve své rekapitulační teorii, která vyjadřovala progresivní, téměř lineární model evoluce. Darwin, jenž sledoval také vývoj v zahraničí, si poznamenal, že Baerovy zákony embryologie podporují jeho myšlenku složitého větvení.
Asa Gray propagoval a hájil Původ druhů proti americkým přírodovědcům s idealistickým přístupem, zejména pak Louisi Agassizovi, který viděl každý druh jako odlišného a v mysli Stvořitele pevně daného jedince. Agassiz klasifikoval jako druhy i to, co jiní považovali spíše za odrůdy. Edward Drinker Cope a Alpheus Hyatt porovnávali tento pohled s evolucionismem ve formě neolamarckismu, zahrnujícího rekapitulační teorii.
Francouzsky mluvící přírodovědci v několika zemích ukázali pochopení pro upravenější francouzský překlad Clémence Royerové, ale Darwinovy myšlenky měly ve Francii malý vliv. Zde každý vědec podporující evoluční myšlenky volil formu lamarckismu. Ruská inteligence přijala obecný fenomén evoluce už několik let před publikováním Darwinovy teorie a vědci ji rychle vzali v úvahu, ačkoliv malthuziánské aspekty byly vnímány jako relativně nedůležité. Politická ekonomie boje byla Marxem a Tolstým kritizována jako britský stereotyp. Tolstoj prostřednictvím postavy Konstantina Levina v románu Anna Kareninová kritizuje mravnost Darwinových názorů.

#### Problémy přirozeného výběru
Byly zde vážné vědecké námitky k procesu přirozeného výběru jako klíčovému mechanismu evoluce, včetně trvání Karla von Nägeliho na tom, že všední rys bez adaptivní výhody se nemůže vyvinout výběrem. Darwin připustil, že by to mohlo souviset s adaptivními vlastnostmi. Jeho odhadu, že stáří Země umožnilo postupnou evoluci, oponoval William Thomson (později známý pod svým šlechtickým jménem lord Kelvin), který vypočítal, že se ochlazuje méně než 100 miliónů let. Darwin přijal smíšenou dědičnost, ale Fleeming Jenkin odhadl, že přírodní výběr, jenž znaky kombinuje, nemůže shromažďovat ty užitečné. Darwin se snažil vyjít těmto nesouhlasům vstříc v pátém vydání. George Jackson Mivart podporoval řízenou evoluci a sestavil vědecké i náboženské námitky proti přirozenému výběru. V reakci na ně Darwin učinil důležité změny v šestém vydání. Problémy stáří Země a dědičnosti byly však vyřešeny teprve ve 20. století.
Do poloviny 70. let 19. století přijala evoluci většina vědců, ale přirozený výběr byl degradován do podružné role, neboť věřili, že evoluce je záměrná a postupná. Řada evolučních teorií v dobách „zatmění Darwinismu“ obsahovala formy saltacionismu, podle nějž vznikají nové druhy pomocí skoků, nikoliv postupným přizpůsobováním. Objevily se i formy ortogeneze, hlásající, že druhy mají vnitřní tendence měnit se v konkrétním směru, a formy neolamarckismu, ve kterých dědičnost získaných znaků vede k vývoji. Menšinový názor Augusta Weismanna, že přirozený výběr je jediným mechanismem, byl nazván pojmem neodarwinismus. Všeobecně se předpokládalo, že znovuobjevení Mendelových zákonů dědičnosti ruší platnost Darwinových názorů.

### Náboženský postoj
V dobách měnícího se myšlení a zvyšujícího se zesvětšťování vyvolala Darwinova kniha nejrůznější náboženské reakce. Objevy v geologii znamenaly, že zde byl malý odpor založený na doslovné interpretaci knihy Genesis, ale obhajoba teleologického argumentu a přirozené teologie byla centrálním námětem debat o knize v anglicky mluvícím světě.

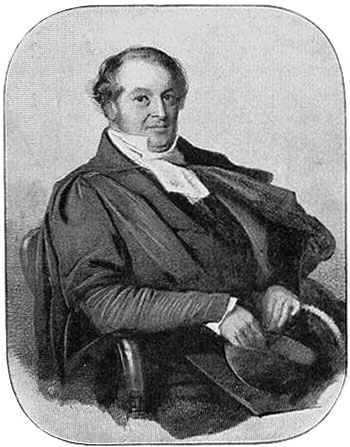
Liberální teolog Baden Powell bránil evoluční myšlenky, argumentuje tím, že introdukce nových druhů by měla být považována spíše za přírodní, než zázračný proces.

Přirozená teologie nebyla sjednocenou naukou a zatímco někteří, jako třeba Louis Agassiz, byli silně proti myšlenkám uvedeným v knize, jiní usilovali o smír, podle nějž byla evoluce viděna jako záměrná. V Anglikánské církvi vysvětlovali někteří liberální duchovní přírodní výběr jako nástroj Božího plánu. Kněz Charles Kingsley ho viděl jen jako „vznešené pojetí božstva“. Ve druhém vydání z ledna 1860 uvedl Darwin Kingsleyho jako „proslulého duchovního“ a přidal frázi „Tvůrcem“ („by the Creator“) do závěrečné věty takto: „… život, s jeho různými silami, jež byly původně vdechnuty Tvůrcem v několik málo forem nebo ve formu jedinou.“ Zatímco někteří vykladatelé toto považují za ústupek náboženství, kterého Darwin později litoval, v té době byl Darwin názoru, že Bůh stvořil život skrze přírodní zákony, a už v prvním vydání se objevilo několik odkazů na „stvoření“.
Baden Powell velebil „mistrovský svazek pana Darwina podporující impozantní princip vyvíjejících se sil přírody“. V Americe Asa Gray dokazoval, že evoluce je druhotný efekt, neboli modus operandi, prvotní příčiny, tedy Božího plánu, a publikoval brožuru obhajující knihu pokud jde o theistickou evoluci. Nazval ji Přírodní výběr není neslučitelný s přírodní teologií. Theistická evoluce se stala populárním kompromisem a St. George Jackson Mivart patřil mezi ty, kteří přijali evoluci, ale napadali Darwinův naturalistický mechanismus. Nakonec bylo pochopeno, že nadpřirozený zásah nemůže být vědeckým vysvětlením, a naturalistické mechanismy jako neolamarckismus byly oblíbenější než přírodní výběr, jelikož byly slučitelnější s účelem.
I když kniha sotva narážela na vývoj člověka, rychle se stala centrem diskusí, jelikož mentální a morální vlastnosti byly chápány jako duchovní stránky nemateriální duše a věřilo se, že zvířata duchovní vlastnosti nemají. Tento konflikt mohl být urovnán předpokladem, že zde byl nějaký nadpřirozený zásah ovlivňující cestu, jež vedla k člověku, nebo chápáním evoluce jako záměrný a postupný vzestup člověka do pozice v čele přírody. Zatímco mnozí konzervativní teologové evoluci přijali, Charles Hodge v kritice „Co je darwinismus?“ z roku 1874 argumentoval, že darwinismus, odmítaje Boží plán, je ateismus. Navzdory tomu ale přijal, že Asa Gray plán neodmítá. Gray odpověděl, že toto obvinění nesprávně vylíčilo Darwinův text. Na počátku 20. století byli čtyři význační autoři publikace The Fundamentals (česky Principy) otevřeni možnosti, že Bůh tvořil skrze evoluci, fundamentalismus však inspiroval americký stvořitelsko–evoluční spor, jenž započal ve 20. letech 20. století. Na přelomu 19. a 20. století oponovali evoluci někteří konzervativní římskokatoličtí spisovatelé a vlivní jezuité. Oproti tomu další katoličtí spisovatelé, počínaje Mivartem, poukázali, že Církevní Otcové v této oblasti Genesis literárně nevysvětlili. Vatikán uvedl v papežské encyklice z roku 1950 svůj oficiální postoj, podle nějž evoluce není v rozporu s katolickým učením.

## Novodobý vliv

Moderní fylogenetický strom založený na genomové analýze ukazuje systém tří domén.

Různé alternativní evoluční mechanismy podporované během „zatmění Darwinismu“ se staly neobhajitelné, když se lidé stále více dozvídali o dědičnosti a mutaci. Plný význam přirozeného výběru byl přijat až ve 30. a 40. letech 20. století jako část moderní evoluční syntézy. Během tohoto sloučení spojili biologové a statistici, včetně Ronalda Fishera, Sewalla Wrighta a J. B. S. Haldaneho, Darwinův výběr se statistickým chápáním Mendelových zákonů dědičnosti.
Moderní evoluční teorie se i nadále vyvíjí. Darwinova teorie evoluce přírodním výběrem se svým modelem větvení od společného předka se stala jednotící teorií biologických věd. Teorie vysvětluje rozmanitost žijících organismů a jejich přizpůsobení životnímu prostředí. S bezkonkurenční silou nachází smysl geologického záznamu, biogeografie, paralel v embryonálním vývoji, homologie, kladistiky, fylogenetiky a jiných oblastí. Rovněž se stala nezbytnou součástí aplikovaných věd jako jsou medicína a zemědělství. Navzdory vědeckému souhlasu ovlivnily politické (nábožensky založené) kontroverze to, jak je evoluce vyučována ve školách, zejména ve Spojených státech.
Zájem o Darwinovy spisy pokračuje a učenci vytvořili velké množství literatury o jeho životě i díle. Text samotného Původu byl a stále je předmětem mnoha analýz včetně variora, tj. porovnávání změn zhotovených v každém vydání, a konkordance, tedy kompletního externího rejstříku publikovaného roku 1981. Celosvětové oslavy památky 150. výročí vydání knihy O původu druhů a dvousetletého výročí narození Charlese Darwina se konaly v roce 2009. Oslavovaly myšlenky, které „posledních 150 let měnily naše chápání přírody a našeho místa v ní“.